# 17 يوليو
- السبت
- الأحد
- الاثنين
- الثلاثاء
- الأربعاء
- الخميس
- الجمعة

- 283 محرم 1447  هـ
- 294 محرم 1447  هـ
- 305 محرم 1447  هـ
- 16 محرم 1447  هـ
- 27 محرم 1447  هـ
- 38 محرم 1447  هـ
- 49 محرم 1447  هـ
- 510 محرم 1447  هـ
- 611 محرم 1447  هـ
- 712 محرم 1447  هـ
- 813 محرم 1447  هـ
- 914 محرم 1447  هـ
- 1015 محرم 1447  هـ
- 1116 محرم 1447  هـ
- 1217 محرم 1447  هـ
- 1318 محرم 1447  هـ
- 1419 محرم 1447  هـ
- 1520 محرم 1447  هـ
- 1621 محرم 1447  هـ
- 1722 محرم 1447  هـ
- 1823 محرم 1447  هـ
- 1924 محرم 1447  هـ
- 2025 محرم 1447  هـ
- 2126 محرم 1447  هـ
- 2227 محرم 1447  هـ
- 2328 محرم 1447  هـ
- 2429 محرم 1447  هـ
- 2530 محرم 1447  هـ
- 261 صفر 1447  هـ
- 272 صفر 1447  هـ
- 283 صفر 1447  هـ
- 294 صفر 1447  هـ
- 305 صفر 1447  هـ
- 316 صفر 1447  هـ
- 17 صفر 1447  هـ

17 يوليو أو 17 تمُّوز أو 17 يوليه أو يوم 17 \ 7 (اليوم السابع عشر من الشهر السابع) هو اليوم الثامن والتسعون بعد المئة (198) من السنوات البسيطة، أو اليوم التاسع والتسعون بعد المئة (199) من السنوات الكبيسة وفقًا للتقويم الميلادي الغربي (الغريغوري). يبقى بعده 167 يوما لانتهاء السنة.

## أحداث
- 1238 - الصالح أيوب يتولى حكم مصر بعد وفاة السلطان الكامل محمد بن العادل.
- 1717 - جورج فريدريك هاندل يعرض لأول مرة موسيقى الماء أمام الملك جورج الأول.
- 1762 - تتويج كاترين الثانية إمبراطورة على الإمبراطورية الروسية بعد مقتل زوجها الإمبراطور بطرس الثالث في سجنه بقلعة روبشينسكي.
- 1917 - جورج الخامس ملك المملكة المتحدة يغير اسم العائلة الحاكمة من ساكس-كوبرغ-غوتا إلى وندسور.
- 1918 - إعدام إمبراطور روسيا نيقولا الثاني وعائلته على أيدي البلاشفة مما أسدل الستار على حكم عائلة رومانوف الذي استمر لثلاثة قرون.
- 1919 - الإعلان عن قيام الجمهورية الفنلندية.
- 1936 - بدء الحركة الوطنية في إسبانيا بقيادة الجنرال فرانثيسكو فرانكو واندلاع الحرب الأهلية الإسبانية.
- 1955 - افتتاح مدينة ملاهي ديزني لاند في ولاية كاليفورنيا.
- 1958 - العراق ينفصل عن الاتحاد العربي الهاشمي مع الأردن وذلك بعد الإطاحة بالنظام الملكي.
- 1968 - الإطاحة بالرئيس العراقي عبد الرحمن عارف بانقلاب عسكري، وتولي حزب البعث العربي الاشتراكي السلطة بقيادة أحمد حسن البكر.
- 1973 - انقلاب عسكري في أفغانستان يطيح بالحكم الملكي، وإعلان قيام الجمهورية برئاسة محمد داود خان.
- 1978 - مجلس الشعب التأسيسي في الجمهورية العربية اليمنية ينتخب المقدم علي عبد الله صالح رئيسًا للجمهورية.
- 1994 - منتخب البرازيل يتغلب على المنتخب الإيطالي في نهائي بطولة كأس العالم المقامة في الولايات المتحدة بركلات الترجيح، ويحصل على اللقب الرابع له في تاريخه.
- 2009 - تفجيران في فندقين من أفخم فنادق العاصمة الإندونيسية جاكرتا، والاشتباه في وقوف الجماعة الإسلامية في جنوب شرق آسيا خلف الحادث.
- 2014 -
  - تحطم طائرة الخطوط الجوية الماليزية الرحلة 17 في مقاطعة دونيتسك جنوبي شرق أوكرانيا، وعلى متنها 295 شخصًا.
  - اغتيال 14 جنديًا تونسيًا في إطار أحداث جبل الشعانبي.
  - انتهاء أعمال قمة البريكس لسنة 2014 بتدشين بنك التنمية الجديد.
- 2015 -
  - وفاة سائق الفورمولا 1 جول بيانكي عن عُمرٍ يُناهز 25 سنة مُتأثرًا بإصاباتٍ في رأسه تعرض لها خلال حادثٍ قويٍّ أواخر سنة 2014.
  - تنظيم الدولة الإسلامية (داعش) يعلن مسؤوليته عن تفجير في أحد أسواق مدينة خان بني سعد العراقية في أول أيام عيد الفطر، مما أدَّى لمقتل ما يزيد عن 120 شخص وإصابة ما يزيد عن 116، وذلك بعد يوم من تفجير الحائر في السعودية الذي استهدف رجال أمن سعوديين وتبنَّاه نفس التنظيم.
- 2019 - منظمة الصحة العالمية تُعلن أن تفشِّي الإيبولا في الكونغو استحال أزمةً صحيَّةً عالميَّةً طارئة.
- 2021 - الأهلي المصري يُتوّج بدوري أبطال أفريقيا للمرة العاشرة في تاريخه، بعد تغلبه على كايزر تشيفز بنتيجة 3-0.
- 2023 - مصرع 47 شخصًا وإصابة 34 إثر فيضانات كبيرة اجتاحت مقاطعتي تشونغتشونغ الشمالية وغيونغسانغ الشمالية في كوريا الجنوبية.

## مواليد
- 1888 - شموئيل يوسف عجنون، أديب إسرائيلي حاصل على جائزة نوبل في الأدب عام 1966.
- 1906 - نادرة أمين، مغنية مصرية.
- 1913 - روجيه غارودي، كاتب وفيلسوف فرنسي.
- 1914 - يوسف عز الدين عيسى، كاتب مصري.
- 1920 - خوان أنطونيو سامارانش، رئيس اللجنة الأولمبية الدولية.
- 1924 - علي رضا، مؤسس فرقة رضا.
- 1935 - دونالد ساذرلاند، ممثل كندي.
- 1939 - علي خامنئي، المرشد الأعلى في إيران ومرجع شيعي.
- 1944 - كارلوس ألبرتو توريس، لاعب ومدرب كرة قدم برازيلي.
- 1947 - كاميلا، دوقة كورنوال وزوجة تشارلز الثالث ملك المملكة المتحدة.
- 1949 - مصطفى بن حمزة، عالم مسلم مغربي.
- 1951 - عبد الحفيظ نوفل، سياسي ودبلوماسي فلسطيني.
- 1952 - دحان ولد أحمد محمود، دبلوماسي موريتاني.
- 1954 - أنغيلا ميركل، مستشارة ألمانيا.
- 1960 - يان ووترس، لاعب ومدرب كرة قدم هولندي.
- 1963 - سهى عرفات، زوجة رئيس السلطة الوطنية الفلسطينية ياسر عرفات.
- 1972 - ياب ستام، لاعب كرة قدم هولندي.
- 1974 - سمية الخنة، ممثلة ومذيعة بحرينية.
- 1980 - خافيير كاموناس غاليغو، لاعب كرة قدم إسباني.
- 1988 - سمر بيشيل، ممثلة أمريكية.
- 1991 - زهراء غندور، ممثلة عراقية.

## وفيات
- 656 - عثمان بن عفان، ثالث الخلفاء الراشدين.
- 1115 - أبو الفرج الأرمنازي، عالم مسلم ومؤرخ شامي.
- 1790 - آدم سميث، فيلسوف وباحث اقتصادي اسكتلندي.
- 1845 - تشارلز غراي، رئيس وزراء بريطاني.
- 1851 - روجر هيل شيف، نائب حاكم كندا العليا (أونتاريو حالياً)، وقائد في الجيش البريطاني.
- 1907 - هيكتور مالو، كاتب فرنسي.
- 1912 - هنري بوانكاريه، عالم رياضيات فرنسي.
- 1914 - مصطفى أمين أرسلان، سياسي لبناني.
- 1918 - نيقولا الثاني، إمبراطور الإمبراطورية الروسية.
- 1919 - عبد الله البهبهاني عالم ومجتهد شيعي إيراني ومن قادة الثورة الدستورية الفارسية.
- 1928 - جيوفاني جوليتي، رئيس وزراء إيطالي.
- 1935 - جورج ويليام راسل، شاعر أيرلندي.
- 1959 - بيلي هوليدي، مغنية أمريكية.
- 1965 - حسين رياض، ممثل مصري.
- 1971 - عباس العزاوي، مؤرخ عراقي.
- 1981 - محمد عطية الإبراشي، مفكر وفيلسوف مصري.
- 1989 - عفيفة صعب، صحفية ومدرسة وناشطة نسوية لبنانية.
- 2005 - إدوارد هيث، رئيس وزراء المملكة المتحدة.
- 2009 - مائير عاميت، قائد عسكري إسرائيلي.
- 2015 - جول بيانكي، سائق فورمولا 1.
- 2020 - جون لويس، سياسي وناشط حقوق مدنية أمريكي.
- 2021 - زياد الظاهر، مُهندس وفنان تشكيلي فلسطيني.
- 2024 - تامر ضيائي، ممثل مصري.

## أعياد ومناسبات
- اليوم العالمي للقضاء الدولي.
- يوم الدستور في كوريا الجنوبية.
- مهرجان غيون في كيوتو باليابان.

## وصلات خارجية
- وكالة الأنباء القطريَّة: حدث في مثل هذا اليوم.
- النيويورك تايمز: حدث في مثل هذا اليوم.
- BBC: حدث في مثل هذا اليوم.